# Challengers Cup 2011
Der Challengers Cup 2011 war die 1. Austragung des Fußball-Pokalwettbewerbs für südkoreanische Vereinsmannschaften der K3 League. An diesen Turnier nahmen die 15 Mannschaften der K3 League teil. Titelgewinner war Icheon Citizen FC.
Das Pokalturnier begann am 7. August und endete am 13. August 2011 mit den Finalspiel.

## Modus
Alle 15 K3-League-Teams spielten in der K.O.-Runde um den Einzug in das Viertelfinale. Die Gewinner qualifizierten sich für das Halbfinale. Die Gewinner des Halbfinales spielten im Finale um den Challengers-Cup 2011.

## Teilnehmende Mannschaften
| - Bucheon FC 1995 - Cheongju Jikji FC - Jeonju EM FC - Asan United FC - Yangju Citizen FC - FC Pocheon - Icheon Citizen FC - Cheonan FC | - Chuncheon FC - Jeonnam Yeonggwang FC - Seoul United FC - Namyangju Citizen FC - Gyeongju Citizen FC - Seoul Martyrs FC - Goyang Citizen FC |

## K.-O.-Runde

### Achtelfinale
|                       | Ergebnis        |                     |
| --------------------- | --------------- | ------------------- |
| Bucheon FC 1995       | 0:0 (7:6 i. E.) | Cheongju Jikji FC   |
| Jeonju EM FC          | 1:1 (2:4 i. E.) | Asan United FC      |
| Yangju Citizen FC     | 1:3             | FC Pocheon          |
| Icheon Citizen FC     | -:-             | Freilos             |
| Cheonan FC            | 1:0             | Chuncheon FC        |
| Jeonnam Yeonggwang FC | 1:4             | Seoul United FC     |
| Namyangju Citizen FC  | 1:4             | Gyeongju Citizen FC |
| Seoul Martyrs FC      | 1:5             | Goyang Citizen FC   |

### Viertelfinale
|                     | Ergebnis        |                   |
| ------------------- | --------------- | ----------------- |
| Bucheon FC 1995     | 1:2             | Asan United FC    |
| FC Pocheon          | 2:2 (5:6 i. E.) | Icheon Citizen FC |
| Cheonan FC          | 2:1             | Seoul United FC   |
| Gyeongju Citizen FC | 1:1 (4:3 i. E.) | Goyang Citizen FC |

### Halbfinale
|                | Ergebnis |                     |
| -------------- | -------- | ------------------- |
| Asan United FC | 0:5      | Icheon Citizen FC   |
| Cheonan FC     | 0:5      | Gyeongju Citizen FC |

### Finale
|                   | Ergebnis        |                     |
| ----------------- | --------------- | ------------------- |
| Icheon Citizen FC | 1:1 (4:3 i. E.) | Gyeongju Citizen FC |